# Слобожанський експрес
«Слобожанський експрес» — приміський дизель-поїзд №7009/7010 сполученням Харків-Пасажирський — Ворожба. Рейси виконуються складом ДПКр-3.

## Історія
З моменту призначення поїзда 19 грудня 2021 року до 24 лютого 2022 року «Слобожанський експрес» курсував за маршрутом Харків-Пасажирський — Попасна — Харків-Пасажирський та Харків-Пасажирський — Ворожба — Харків-Пасажирський.
Поїзд №885/886 Харків – Ворожба – Харків курсував у всі дні тижня, крім середи, з відправленням із Харкова о 09:05 і прибуттям до Ворожби о 12:30. Зворотно з Ворожби відправлявся о 13:19 і прибував до Харкова о 17:04. Цей поїзд мав зупинки на таких вузлових станціях: Білопілля, Суми, Тростянець-Смородине, Богодухів та Люботин.
Поїзд №887/888 Харків – Попасна – Харків курсував щодня, крім середи. Відправлення з Харкова о 17:33 і прибуття до Попасної о 22:53. З Попасної відправлявся щоденно, крім четверга, о 03:48 і прибував до Харкова о 08:47 з транзитними зупинками: Чугуїв, Шевченкове-Південне, Первомайське-Південне, Куп’янськ-Вузловий, Сватове, Кабанне, Кремінне, Рубіжне, Лисичанськ та Лоскутівка. 
На поїзд у цьому сполученні квитки продавалися, через сайт Укрзалізниці. 
З 24 лютого по 14 квітня 2022 року через активні бойові дії на всій території слідування маршруту рух експресу було призупинено.
14 квітня 2022 року експрес було відновлено, але лише в сполученні Харків-Пасажирський — Ворожба — Харків-Пасажирський з присвоєнням нумерації 7009/7010, що свідчить про переведення поїзду в розряд приміських. Вартість проїзду в сполученні Харків − Ворожба − 56,5 грн, Харків − Суми − 48 грн.

## Інформація про курсування
Поїзд №7009/7010 Харків-Пасажирський — Ворожба — Харків-Пасажирський курсує кожного дня. 
| №7009 Харків-Пасажирський - Ворожба | №7009 Харків-Пасажирський - Ворожба | №7009 Харків-Пасажирський - Ворожба |                      | №7010 Ворожба - Харків-Пасажирський | №7010 Ворожба - Харків-Пасажирський | №7010 Ворожба - Харків-Пасажирський |
| Час прибуття                        | Зупинка                             | Час відправлення                    | Станція              | Час прибуття                        | Зупинка                             | Час відправлення                    |
| ----------------------------------- | ----------------------------------- | ----------------------------------- | -------------------- | ----------------------------------- | ----------------------------------- | ----------------------------------- |
| -                                   | -                                   | 08:00                               | Харків-Пасажирський  | 17:35                               | -                                   | -                                   |
| 08:31                               | 10                                  | 08:41                               | Люботин              | 17:04                               | 2                                   | 17:06                               |
| 09:39                               | 1                                   | 09:40                               | Богодухів            | 16:06                               | 1                                   | 16:07                               |
| 10:18                               | 1                                   | 10:19                               | Кириківка            | 15:25                               | 1                                   | 15:26                               |
| 10:40                               | 2                                   | 10:42                               | Тростянець-Смородине | 15:00                               | 2                                   | 15:02                               |
| 11:39                               | 3                                   | 11:42                               | Суми                 | 14:00                               | 3                                   | 14:03                               |
| 12:11                               | 1                                   | 12:12                               | Вири                 | 13:30                               | 1                                   | 13:31                               |
| 12:28                               | 1                                   | 12:29                               | Білопілля            | 13:13                               | 1                                   | 13:14                               |
| 12:38                               | -                                   | -                                   | Ворожба              | -                                   | -                                   | 13:05                               |